# Щетининское сельское поселение
Щетининское сельское поселение — муниципальное образование в Михайловском районе Рязанской области России.

## История
Границы сельского поселения определяются законом Рязанской области от 07.10.2004 N 86-ОЗ.

## Население
| 2010  | 2012  | 2013  | 2014  | 2015  | 2016  | 2017  |
| ----- | ----- | ----- | ----- | ----- | ----- | ----- |
| 2742  | ↘2737 | ↘2712 | ↘2693 | ↘2670 | ↘2631 | ↘2605 |
| 2018  | 2019  | 2020  | 2021  |       |       |       |
| ↘2550 | ↘2522 | ↘2512 | ↗2567 |       |       |       |

## Состав сельского поселения
| №  | Населённый пункт   | Тип населённого пункта          | Население |
| -- | ------------------ | ------------------------------- | --------- |
| 1  | Арсеньево          | деревня                         | ↗53       |
| 2  | Бояринцево         | деревня                         | →0        |
| 3  | Бояринцево         | посёлок железнодорожной станции | →34       |
| 4  | Заречье-1          | село                            | ↘44       |
| 5  | Заречье-2          | село                            | ↗28       |
| 6  | Комаревка          | деревня                         | 94        |
| 7  | Низок              | село                            | ↘88       |
| 8  | Прудская           | село                            | ↘306      |
| 9  | Прудские Выселки   | деревня                         | ↘188      |
| 10 | Прудские Телятники | деревня                         | 102       |
| 11 | Пушкари            | село                            | ↘349      |
| 12 | Щетиновка          | село, административный центр    | ↘1456     |

## Местное самоуправление
Главы муниципального образования: 
- Моисеев Александр Васильевич (с августа 2007)
- Журина Ольга Николаевна (с марта 2011)[14].